# Cinetus
Cinetus ist eine Hautflügler-Gattung in der Familie Diapriidae. Das Taxon wurde von dem Schweizer Naturforscher Jurine im Jahr 1807 eingeführt. Typusart ist Cinetus iridipennis Lepeletier & Serville, 1825. Die Gattung gehört zur Unterfamilie Belytinae. Innerhalb dieser wird sie entweder der Tribus Belytini oder einer eigenen Tribus Cinetini zugeordnet.

## Merkmale
Die Hautflügler sind etwa 3 mm lang. Die Mandibeln sind ziemlich kurz. Die Fühler der Weibchen sind 15-gliedrig. Die Palpenformel lautet 5-3. Die Facettenaugen sind behaart. Die Epomia sind gut entwickelt. Die Notauli divergieren nach hinten leicht. Das Scutellum ist hinten glatt. Das Postscutellum ist ohne eine Leiste. Der mediale Kiel des Propodeum ist nicht gegabelt. Der Petiolus ist länger als breit. Das große Sternit ist an der Basis ohne Buckel. Die Imagines sind makropter mit durchscheinenden Flügeln. Die Flügelader marginalis ist so lang wie ihr Abstand von der Flügelader basalis.

## Verbreitung
Die Gattung Cinetus findet man in allen zoogeographischen Regionen außer in Australasien. In Europa ist sie mit 52 Arten vertreten. In Nordamerika kommen 8 Arten vor. Auf den Seychellen wurden 2 endemische Arten nachgewiesen. Es gibt auch fossile Funde in Baltischem Bernstein.

## Lebensweise
Die Hautflügler der Gattung Cinetus gelten als Endoparasitoide von Zweiflüglern (Diptera), in deren Larven und Puppen sie sich entwickeln. Es gibt offenbar eine erfolgreiche Zucht einer europäischen Cinetus-Art aus Pilzmücken (Mycetophilidae). Man beobachtet die Imagines im Spätherbst an Pilzen, die von Mycetophila-Larven besiedelt werden oder von Pilzmücken der Gattung Exechia besucht werden.

## Bilder

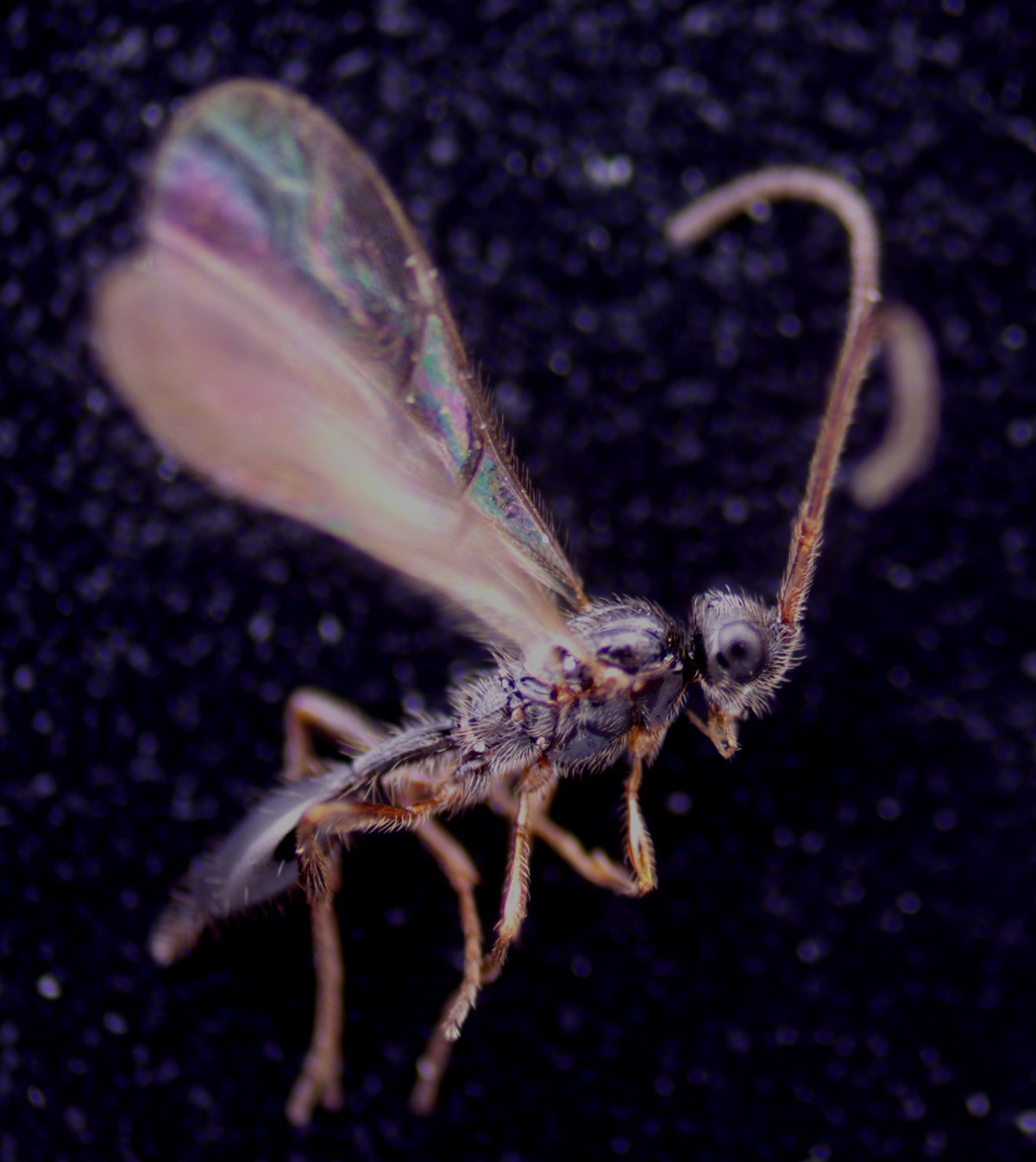
Cinetus sp.
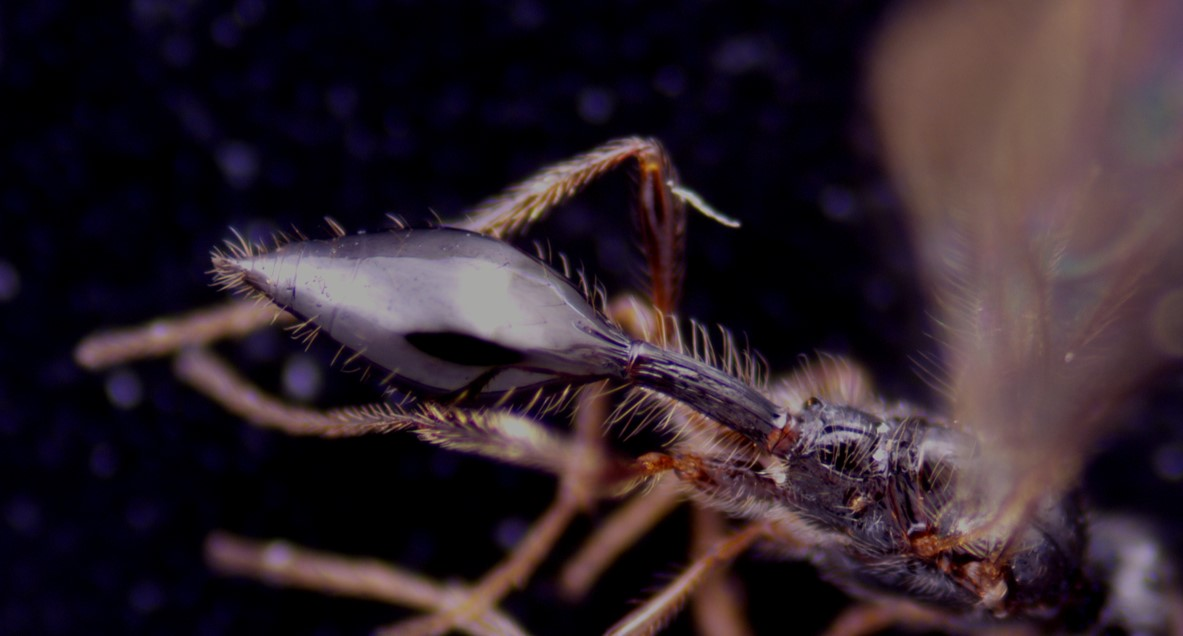
Cinetus sp.
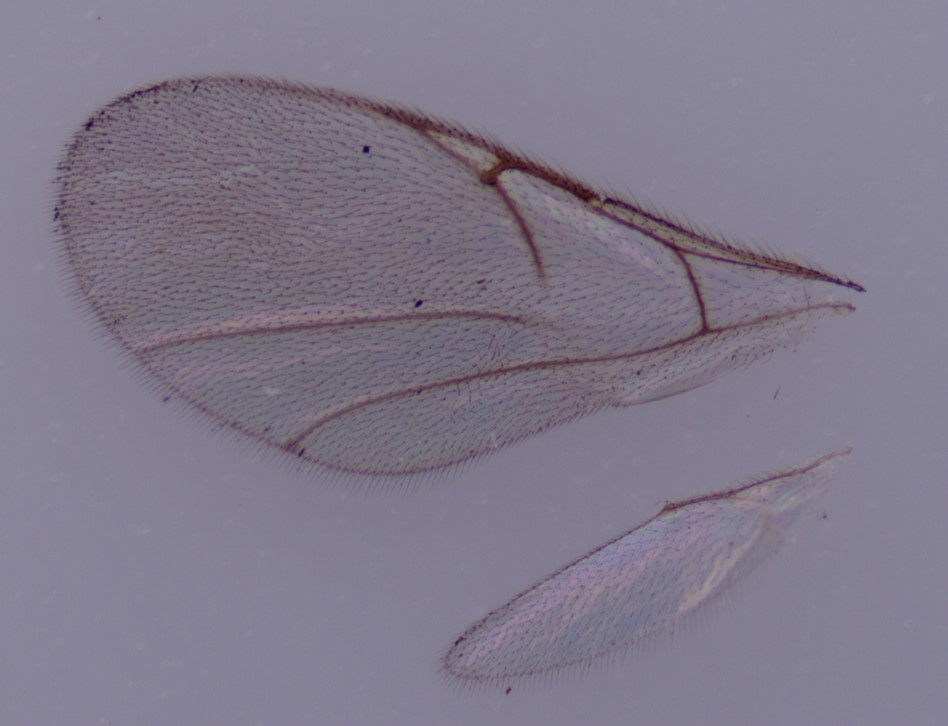
Cinetus sp.